# Literaturjahr 1975
Liste der Literaturjahre

◄◄ | ◄ | 1971 | 1972 | 1973 | 1974 | Literaturjahr 1975 | 1976 | 1977 | 1978 | 1979 | ► | ►►

Weitere Ereignisse

## Ereignisse
- In Frankfurt am Main wird der Campus-Verlag als Verlag für kritische Sozialwissenschaften gegründet.

## Literaturpreise
- Nobelpreis für Literatur: Eugenio Montale

- Nebula Award

- Joe Haldeman, The Forever War, Der ewige Krieg, Kategorie: Bester Roman
- Roger Zelazny, Home Is the Hangman, Der Henker ist heimgekehrt, auch: Daheim ist der Henker, Kategorie: Bester Kurzroman
- Tom Reamy, San Diego Lightfoot Sue, San Diego Lightfoot Sue, Kategorie: Beste Erzählung
- Fritz Leiber, Catch That Zeppelin!, Versäum nicht den Zeppelin!, Kategorie: Beste Kurzgeschichte

- Hugo Award

- Ursula K. Le Guin, The Dispossessed, Planet der Habenichtse, auch: Die Enteigneten, Kategorie: Bester Roman
- George R. R. Martin, A Song for Lya, Abschied von Lya, Kategorie: Bester Kurzroman
- Harlan Ellison, Adrift Just Off the Islets of Langerhans: Latitude 38° 54' N, Longitude 77° 00' 13 W, Hilflos Wind und Wellen ausgeliefert, Kategorie: Beste Erzählung
- Larry Niven, The Hole Man, Im freien Fall durch den Mars, Kategorie: Beste Kurzgeschichte

- Locus Award

- Ursula K. Le Guin, The Dispossessed, Planet der Habenichtse, auch: Die Enteigneten, Kategorie: Bester Roman
- Robert Silverberg, Born with the Dead, Mit den Toten geboren, Kategorie: Bester Kurzroman
- Harlan Ellison, Adrift Just Off the Islets of Langerhans: Latitude 38° 54' N, Longitude 77° 00' 13 W, Hilflos Wind und Wellen ausgeliefert, Kategorie: Beste Erzählung
- Harlan Ellison, Jeffty Is Five, Jeffty ist Fünf, Kategorie: Beste Kurzgeschichte
- Fritz Leiber, The Best of Fritz Leiber, Die besten Stories von Fritz Leiber, Beste Sammlung

- William-Dean-Howells-Medaille: Gravity’s Rainbow von Thomas Pynchon
- Lessing-Preis der DDR: Hermann Kahler und Heiner Müller

## Neuerscheinungen
Belletristik
- Brennen muss Salem – Stephen King
- Die erste Polka – Horst Bienek
- Grimus – Salman Rushdie
- Ein Kapitel für sich – Walter Kempowski
- Korrektur – Thomas Bernhard
- Lauter Leben – Helga Schubert
- Der Lotse – Frederick Forsyth
- Der Mädchenkrieg – Manfred Bieler
- Ragtime – E. L. Doctorow
- Sattel im Gepäck – Sieglinde Dick
- Der Schockwellenreiter – John Brunner
- Shogun – James Clavell
- Der Stromer – Liam O’Flaherty
- Eine Übertretung – Hermann Kant
- Unsere liebe Frau vom Karneval – Gertrud von le Fort
- Der Untergang der Stadt Passau – Carl Amery
- Die Ursache. Eine Andeutung – Thomas Bernhard
- Vorabend – Gertrud Leutenegger
- Wahlkampf auf karibisch – V. S. Naipaul

Lyrik
- Einen jener klassischen – Rolf Dieter Brinkmann
- Wäre ich Gott (OA) – Astrid Lindgren

Kinderbücher
- Gespenster sieht man nicht – Ingrid Bachér (Text) und Gottfried Wiegand (Illustrationen)
- Im Märchenwald ist heut Konzert – basierend auf Gedichten von Christamaria Fiedler
- Morris’s Disappearing Bag – Rosemary Wells
- O je, du fröhliche – Raymond Briggs
- Oma – Peter Härtling
- ¿Quién ha visto las tijeras? – Fernando Krahn
- Das Sprachbastelbuch – zahlreiche Verfasser

Weitere Werke
- Häutungen – Verena Stefan
- Die Ketten der Sklaverei – Jean Paul Marat

## Geboren
- 13. Januar: Daniel Kehlmann, deutsch-österreichischer Schriftsteller
- 16. Januar: Andrea Grill, österreichische Schriftstellerin, Dichterin, Übersetzerin
- 20. Januar: Joakim Zander, schwedischer Jurist und Autor
- 27. Januar: Benjamin von Stuckrad-Barre, deutscher Schriftsteller
- 05. Februar: Saygın Ersin, türkischer Schriftsteller
- 09. Februar: Güner Yasemin Balcı, deutsche Redakteurin und Schriftstellerin
- 12. März: Zoë Beck, deutsche Schriftstellerin, Verlegerin und Übersetzerin
- 09. April: Alban Lefranc, französischer Schriftsteller und Übersetzer
- 04. Mai: Alexander Wichert, deutscher Schriftsteller
- 25. Mai: Claire Castillon, französische Schriftstellerin
- 22. Juni: Keiichirō Hirano, japanischer Schriftsteller
- 23. Juni: Markus Zusak, deutsch-australischer Schriftsteller
- 27. Juni: Teju Cole, nigerianisch-amerikanischer Schriftsteller
- 03. Juli: Matt Haig, britischer Schriftsteller
- 31. Juli: Sayed Kashua, israelischer Schriftsteller und Journalist arabischer Herkunft
- 03. August: Stanisław Strasburger, polnisch(-deutsch)er Schriftsteller
- 11. August: Flavio Soriga, italienischer Schriftsteller und Journalist
- 19. August: Urs Mannhart, Schweizer Schriftsteller
- 25. August: Daniela Krien, deutsche Schriftstellerin
- 01. September: Markus Feldenkirchen, deutscher Journalist und Schriftsteller
- 02. September: Alexandre Lacroix, französischer Schriftsteller, Essayist und Journalist
- 30. September: Jay Asher, US-amerikanischer Jugendbuchautor
- 04. November: Marcus Brühl, deutscher Lyriker und Prosaautor († 2015)
- 18. Dezember: Andreas Moster, deutscher Schriftsteller und staatl. gepr. Übersetzer
- 21. Dezember: Romain Puértolas, französischer Schriftsteller
- 23. Dezember: Noa Yedlin, israelische Schriftstellerin
- 27. Dezember: Nathan Hill, US-amerikanischer Schriftsteller

### Genaues Datum unbekannt
- Daniel Åberg, schwedischer Schriftsteller, Blogger, Kultur- und Technikjournalist
- İhsan Acar, türkischer Autor
- Leigh Bardugo, US-amerikanische Autorin von Fantasyromanen
- Svenja Flaßpöhler, deutsche Philosophin und Autorin
- Mirjam H. Hüberli, Schweizer Schriftstellerin
- Peter Karoshi, österreichischer Schriftsteller und Historiker
- Shehan Karunatilaka, Schriftsteller aus Sri Lanka
- Paul Murray, irischer Schriftsteller
- Petra Piuk, österreichische Schriftstellerin
- Ulrike Schrimpf, deutsche Literaturwissenschaftlerin und Schriftstellerin
- Leonie Swann, deutsche Krimiautorin

## Gestorben
- 03. Januar: Robert Neumann, österreichisch-britischer Schriftsteller und Publizist
- 04. Januar: Carlo Levi, italienischer Schriftsteller
- 07. Januar: Fritz Erpenbeck, deutscher Schriftsteller und Publizist
- 21. Januar: Mascha Kaléko, deutschsprachige Dichterin
- 10. Februar: Nikos Kavvadias, griechischer Dichter
- 14. Februar: P. G. Wodehouse, britischer Schriftsteller
- 20. Februar: Kurt Batt, deutscher Literaturwissenschaftler, Kritiker und Lektor
- 13. März: Ivo Andrić, jugoslawischer Schriftsteller
- 30. März: Peter Bamm, deutscher Schriftsteller
- 17. April: S. Radhakrishnan, indischer Religionsphilosoph
- 21. April: Melchior Vischer, deutscher Schriftsteller
- 23. April: Rolf Dieter Brinkmann, deutscher Lyriker und Erzähler
- 12. Juni: Alfred Kurella, deutscher Schriftsteller und Kulturfunktionär
- 17. Juni: Max Barthel, deutscher Schriftsteller
- 22. Juni: Per Wahlöö, schwedischer Schriftsteller
- 27. Juni: Wilhelm Häberle, deutscher Missionar in Kamerun und Schriftsteller
- 01. Juli: Gustinus Ambrosi, österreichischer Bildhauer und Lyriker
- 11. Juli: Kurt Pinthus, deutscher Schriftsteller
- 17. Juli: Konstantine Gamsachurdia, georgischer Schriftsteller
- 29. Juli: James Blish, US-amerikanischer Science-Fiction-Schriftsteller
- 05. August: Walter Richter-Ruhland, deutscher Dichter, Schriftsteller und Übersetzer
- 20. September: Saint-John Perse, französischer Dichter und Nobelpreisträger für Literatur
- 24. September: Elisabeth Castonier, deutsche Schriftstellerin
- 22. Oktober: Arnold J. Toynbee, britischer Kulturtheoretiker und Geschichtsphilosoph
- 02. November: Pier Paolo Pasolini, italienischer Schriftsteller, Dichter und Regisseur
- 05. November: Lionel Trilling, US-amerikanischer Literaturkritiker und Schriftsteller
- 11. November: Mina Witkojc, sorbische Dichterin und Publizistin (* 1893)
- 13. November: Gretl Zottmann, deutsche Schriftstellerin und Lyrikerin
- 07. Dezember: Thornton Wilder, US-amerikanischer Schriftsteller